# Wolfgang Wehowsky (Politiker)
Wolfgang Wehowsky (* 14. Oktober 1950 in Karlsruhe) ist ein baden-württembergischer Politiker der SPD und ehemaliges Mitglied des Landtags von Baden-Württemberg. 

## Ausbildung und Beruf
Wolfgang Wehowsky beendete im Jahr 1967 die Schule mit der Mittleren Reife und machte im Jahr 1971 seinen Abschluss als Verwaltungsinspektor bei der Landesversicherungsanstalt Baden (LVA Baden). Später folgte die Nachdiplomierung zum Dipl.-Verwaltungswirt (FH).
Er hatte in den Jahren 1971 bis 1991 verschiedene Funktionen innerhalb der Karlsruher Hauptverwaltung der LVA inne. Unter anderem war er Ausbilder und Hauptsachbearbeiter im Büro der Selbstverwaltungsorgane.
Im Jahr 1991 absolvierte er einen Lehrgang beim Innenministerium von Baden-Württemberg, der ihn für den höheren Verwaltungsdienst qualifizierte. Anschließend war er bis 1996 als Referent der Geschäftsführung der LVA Baden mit Stabs- und Führungsaufgaben betraut.
Danach wechselte Wolfgang Wehowsky in den operativen Bereich und war bis zum Jahr 2002 zunächst stellvertretender Leiter und später Leiter der Rehabilitationsabteilung. Zwischen 2003 und 2009 übernahm er die Leitung der Leistungsabteilung in Karlsruhe. Zu dieser Zeit veröffentlichte er auch sein zweites Fachbuch „Praxis der gesetzlichen Rente – Ein Experten-Ratgeber in Rentenfragen und zu Altersvorsorge“. Während seiner Zeit als Landtagsabgeordneter arbeitete er weiterhin in Teilzeit bei der DRV Baden-Württemberg.

## Politische Tätigkeit
Wolfgang Wehowsky trat im Jahr 1994 in die SPD ein. Nach vier Jahren Mitgliedschaft im Vorstand, wurde er 2002 erster Vorsitzender und war dies bis 2009. In den Jahren 1998 bis 2005 war er Mitglied des Kreisvorstands des Landkreises Karlsruhe. Im Jahr 2004 wurde er erstmals in den Gemeinderat von Weingarten gewählt – seit September 2009 ist er dort Fraktionsvorsitzender der SPD. 
Am 1. Oktober 2009 rückte er als Ersatzbewerber im Wahlkreis Bretten für die in den Bundestag gewählte Ute Vogt in den Landtag von Baden-Württemberg nach. Im Jahr 2011 schied er wieder aus dem Landtag aus. Im Landtag war er Mitglied des Sozialausschusses. In der SPD-Landtagsfraktion war er Sprecher für Behindertenpolitik.

## Familie und Privates
Wolfgang Wehowsky ist verheiratet, evangelisch und hat einen erwachsenen Sohn. Er wohnt seit dem Jahr 1975 mit seiner Familie in Weingarten.